# فرانز هرمان رينولد فون فرانك
فرانز هرمان رينولد فون فرانك (بالألمانية: Franz Hermann Reinhold Frank)‏ هو عالم عقيدة ألماني، ولد في 2 مايو 1827 في آلتنبورغ في ألمانيا، وتوفي في 7 فبراير 1894 في إرلنغن في ألمانيا.